# Kleine-soendaparadijsmonarch
De kleine-soendaparadijsmonarch (Terpsiphone floris) is een zangvogel uit het geslacht Terpsiphone en de familie Monarchidae (monarchen).

## Kenmerken
De vogel is 22–55 cm (mannetjes) of 20 cm (vrouwtjes). Het verenkleed van het mannetje is wit. De kop is glanzend zwart met een rechtopstaande kuif. Hij heeft twee lange staartveren, die driemaal de lengte van het lichaam hebben. Het wijfje heeft een roodachtig bruin verenkleed en een blauwachtige kop met een kuif.

## Verspreiding en leefgebied
Deze soort komt voor in Indonesië op de Kleine Soenda-eilanden en telt twee ondersoorten:
- T. p. sumbaensis: Sumba (zuidelijke Kleine Soenda-eilanden).
- T. p. floris: Sumbawa, Alor, Lomblen en Flores (centrale Kleine Soenda-eilanden).

## Status
De grootte van de populatie is niet gekwantificeerd maar de soort wordt omschreven als algemeen. Op de Rode lijst van de IUCN heeft deze soort de status niet bedreigd.